# Max Wilms

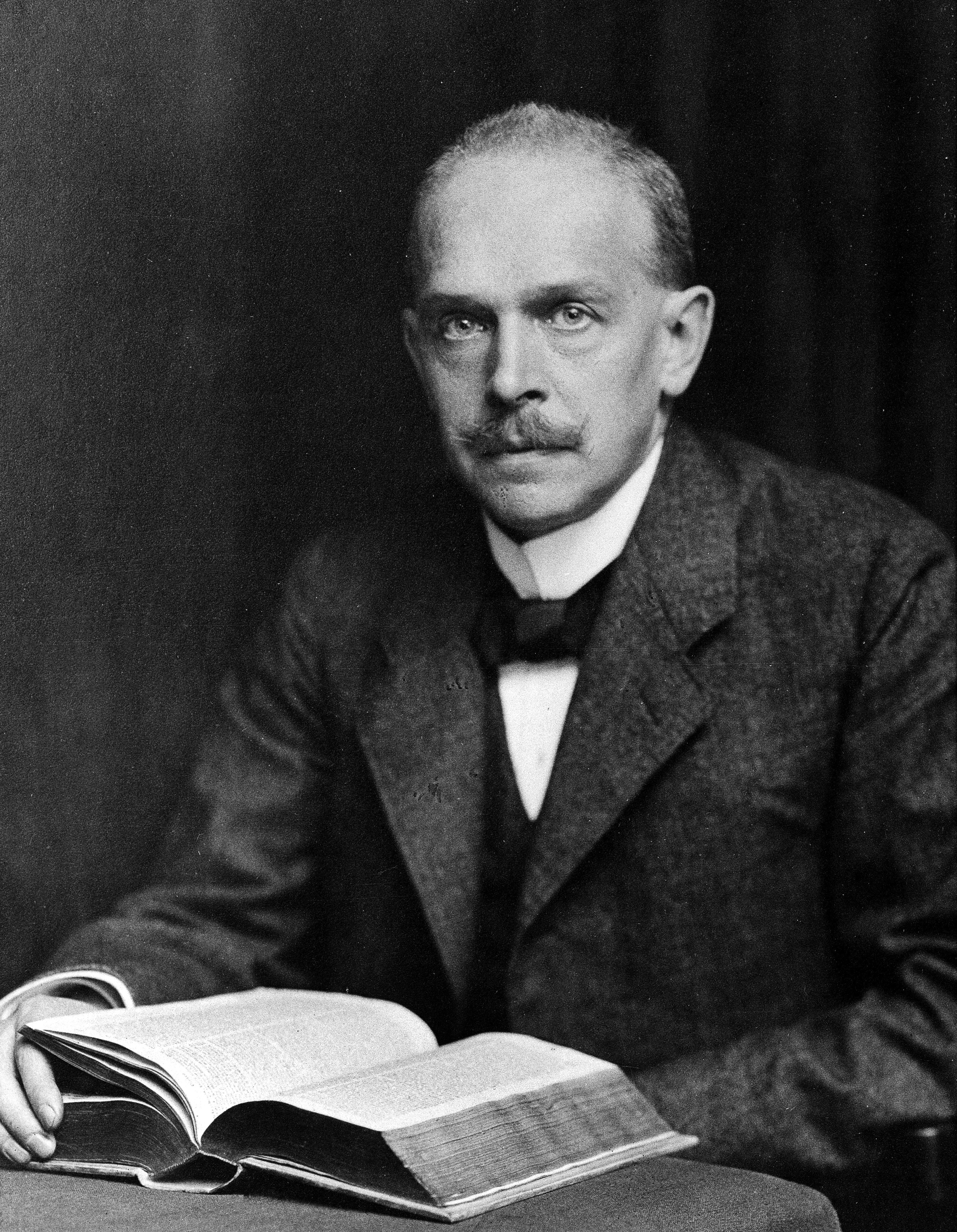
Max Wilms

Karl Maximillian Wilhelm Wilms (Geilenkirchen, 5 november 1867 - Heidelberg, 14 mei 1918) was een Duits patholoog en chirurg.

## Loopbaan
Wilms promoveerde in 1890 in de geneeskunde aan de Universiteit van Bonn op een proefschrift over de operatieve verwijdering van de slokdarm en deed daarna in Gießen pathologisch onderzoek naar menggezwellen. Zijn publicatie hierover, waarin hij stelde dat deze tumoren gevormd werden door meerdere soorten embryonale cellen, trok veel aandacht.
In 1899 publiceerde hij over „Ileus aus chirurgischer Sicht“. Vanaf 1899 deed hij onderzoek in Leipzig, waar hij 1904 bijzonder hoogleraar werd. In 1907 werd hij gewoon hoogleraar in Bazel. Vanaf 1910 bezette hij de leerstoel chirurgie van de Universiteit van Heidelberg. In 1918 stierf hij aan difterie, opgelopen bij de behandeling van een Franse krijgsgevangene.

## Werk
Centraal in het klinisch wetenschappelijke werk van Wilms staan enerzijds de röntgendiagnostiek en de therapeutische bestraling van gezwellen en anderzijds de behandeling van tuberculose, waarvoor hij technieken toepaste om de long gedeeltelijk te laten samenvallen, om daarmee de holten, cavernes die bij tuberculose ontstaan, te doen verdwijnen.
Samen met Ludwig Wullstein stelde hij het Lehrbuch der Chirurgie samen, waarvan zeven oplagen verschenen en dat in zes talen vertaald werd.

## Belangrijke publicaties
- Die Mischgeschwülste (de menggezwellen, Leipzig, 1899)
- Lehrbuch der Chirurgie. met Ludwig Wullstein, (Jena, 1908-1909)

## Naam
De Wilmstumor of het nefroblastoom is een kwaadaardige niertumor die gezien wordt bij kinderen van jonger dan tien jaar. De tumor is opgebouwd uit meerdere soorten embryonale cellen (vandaar menggezwel/tumor).